# Буцкевичова-Циборовская, Зофья
Зофья Буцкевичова-Циборовская (урождённая Циборовская, пол. Zofia Buckiewiczowa-Ciborowska; 18 мая 1884, Рошкова-Воля, ныне гмина Жечица — 21 сентября 1944, Прушкув) — польская пианистка и музыкальный педагог.
Окончила Варшавскую консерваторию (1906), где училась у Александра Михаловского, Александра Ружицкого и Людвика Гольмера. Начала концертировать со студенческих лет; наиболее заметными произведениями в её репертуаре были Первый концерт Чайковского, «Фантазия на польские темы» Игнаца Падеревского, фортепианные концерты Эдуарда Макдауэлла.
Наибольший авторитет завоевала как музыкальный педагог. В 1908—1916 гг. преподавала в Варшаве в музыкальной школе Зофьи Ивановской-Плошко, затем в 1918—1939 гг. в Варшавской консерватории; среди её учеников, в частности, Леон Поммерс. В 1927 г. входила в состав жюри первого Международного конкурса пианистов имени Шопена. После начала Второй мировой войны проводила подпольные занятия с молодыми музыкантами в оккупированной Варшаве. Умерла после тяжёлой болезни.
С 1920 г. была замужем за лётчиком Антонием Буцкевичем.